# هستی‌شناسی ضعیف (مفهوم سیاسی)
در نظریه سیاسی ، هستی‌شناسی ضعیف، رویکردی کنشگرایانه را بیان می‌کند که می‌کوشد از پیمان‌های بنیادگرایانه‌ی کلاسیک (که آن را «هستی‌شناسی قوی» می‌نامد) دوری گزیند، اما جایگاه کلیدی یک انگاره‌ی هستی‌شناختی ضمنی را در هر کنش نظریه‌پردازی سیاسی (چه انتقادی و چه هنجاری) تصدیق می‌کند. «هستی‌شناسی ضعیف» تعهدات (و مفروضات) هستی‌شناختی فرد را صریح و تأیید می‌کند، ولی در همان سان، ویژگی تاریخی و قابل بحث آنها را نیز تصدیق می‌کند. این اصطلاح اولین بار در این زمینه توسط استفن کی. وایت ، استاد سیاست در دانشگاه ویرجینیا ، به کار گرفته شد که این رویکرد را به متفکرانی مانند ویلیام ای. کانلی ، جورج کاتب ، جودیت باتلر و چارلز تیلور نسبت می‌دهد. 

## نمای کلی
نسخه نخستین این رویکرد بدست ویلیام ای. کانلی ، که وایت او را «آگاه‌ترین بیان‌کننده معاصر هستی‌شناسی ضعیف» می‌نامد، پیشگام شد. کانلی در نوشته‌ی خود با نام «سیاست و ابهام» در سال 1987 برهان می‌کند که مفهوم‌سازی سیاست بدون توسل به یک «هستی‌شناسی اجتماعی» زیربنایی شدنی نیست. او در آنجا هستی‌شناسی اجتماعی را به عنوان «مجموعه‌ای از درک‌های اساسی درباره‌ی پیوند انسان‌ها با خود، با دیگران و با جهان» شناساند.  هشت سال پس، در نوشته‌ی خود با نام «اخلاق کثرت‌گرایی» در سال 1995، کانلی تز خود را گسترش می‌دهد و ادعای معروف خود را مبنی بر اینکه همه تفاسیر سیاسی در واقع «هستی‌شناسی سیاسی» هستند، شرح می‌دهد. 
کانلی در شرح مفهوم «آنتوپولیتیک» می‌نویسد: « آنتا ، چیزهای واقعاً موجود؛ هستی‌شناسی ، مطالعه منطق بنیادی واقعیت جدا از ظواهر. این تعینات برای آنچه من در ذهن دارم، هم بسیار محدودکننده و هم بسیار کلی هستند. برای مثال، لوگوس در هستی‌شناسی از قبل یک منطق، اصل یا انگاره‌ی بنیادی هستی را پیشنهاد می‌کند. اما می‌توان و بارها تأکید شده است که اساسی‌ترین چیز در مورد هستی این است که چنین منطق یا طرح غالبی را در بر نمی‌گیرد. بنابراین، «تفسیر هستی‌شناسی» ممکن است نزدیک‌تر باشد. به آن ، زیرا هر تفسیر سیاسی مجموعه‌ای از مبانی را در مورد ضرورت‌ها و امکانات انسان، مثلاً در مورد اشکالی که انسان‌ها می‌توانند در آن تشکیل شوند و روابط احتمالی که انسان‌ها می‌توانند با طبیعت برقرار کنند، مطرح می‌کند. برای نمونه، یک موضع هستی‌شناسی ممکن است تلاش کند تا یک قانون یا طرح را که در خود نظم چیزها قرار دارد، بیان کند. یا ممکن است وجود یک قانون یا طرح طبیعی را انکار کند در حالی که همچنان ثبات عمیقی از منافع انسانی را که در طول زمان ادامه دارد، شناسایی می‌کند. یا ممکن است این مضمون منافع پایدار انسانی را در حالی که تلاش می‌کند ما را به ... نزدیک‌تر کند، کوچک جلوه دهد.» فراوانی متغیری که هر نظم اجتماعیِ برساخته را ممکن می‌سازد و از آن فراتر می‌رود. بنابراین، گفتن اینکه چیزی بنیادی است یا اینکه هیچ چیز بنیادی نیست، به چم درگیر شدن در تفسیر هستی-سیاسی است. از این رو، هر تفسیری از رویدادهای سیاسی، صرف نظر از اینکه چقدر در یک زمینه تاریخی ویژه فرو رفته باشد یا چه حجمی از داده‌ها بر آن قرار گرفته باشد، حاوی یک بُعد هستی-سیاسی است. تفسیر سیاسی هستی-سیاسی است: پیش‌فرض‌های بنیادی آن، احتمالات را تثبیت می‌کنند، عناصر توضیحی را توزیع می‌کنند، پارامترهایی را ایجاد می‌کنند که در آنها یک اخلاق بسط داده می‌شود و ارزیابی‌های هویت، مشروعیت و مسئولیت را متمرکز (یا غیرمتمرکز) می‌کنند. اما این بُعد امروزه بیشتر موضوع صریح توجه انتقادی در علوم انسانی نیست. (1995: 1-2).
هم کانلی و هم وایت تأکید می‌کنند که این بُعد «اساسی و به طور غیرقابل‌حلی قابل بحث» است.

## بیشتر بخوانید
- هستی‌شناسی
- هستی‌شناسی (علم اطلاعات)
- هستی‌شناسی کم‌زور
- هستی‌شناسی نرم
- هوش مصنوعی